# Middridge
Middridge – wieś i civil parish w Anglii, w hrabstwie Durham. Leży 18 km na południe od miasta Durham i 362 km na północ od Londynu. W 2011 roku civil parish liczyła 312 mieszkańców.